# Thomas Baumann (Autor)
Thomas Baumann (* 12. November 1965 in Mannheim) ist ein deutscher Autor.

## Leben
Baumann studierte von 1987 bis 1992 Slawistik, Politikwissenschaft und Philosophie an den Universitäten Mannheim, Bonn und Köln. Nach seinem Studienabbruch arbeitete er bis 1994 als Musikjournalist bei der Rock-Zeitschrift Kerrang! in London und bei Visions und Soundcheck. Außerdem schrieb er PR-Texte. Seit 1998 arbeitet er als Comedy-Autor, der Texte für Fernseh-Sendungen wie Switch, RTL Comedy Nacht und Die dreisten Drei schreibt.
Er ist der Autor zahlreicher satirischer Reiseführer. Baumann lebt in Köln.

## Veröffentlichungen
- Quadratschädel. Ein Leitfaden für Mannheim und den Rest. Emons, Köln 2005, ISBN 3-89705-412-4.
- Die spinnen, die Deutschen. Piper, München 2007, ISBN 978-3-492-25034-4.
- Daheimbleiben kann jeder. Piper, München 2009, ISBN 978-3-492-25339-0.
- Garantiert deutsch! (mit Dirk Roß). Piper, München/ Zürich 2010, ISBN 978-3-492-25776-3.
- Als die Titanic wieder auftauchte. WortArt, Köln 2011, ISBN 978-3-8419-0110-1.
- 111 Orte in der Kurpfalz, die man gesehen haben muss. Emons, Köln 2012, ISBN 978-3-89705-891-0.
- Endstation Reisen. Edel E-Books, 2014, ISBN 978-3-95530-406-5.
- Garantiert deutsch! Edel E-Books, 2014, ISBN 978-3-95530-407-2.
- Quadratschädel². Ein Leitfaden für Mannheim und den Rest. Emons, Köln 2016, ISBN 978-3-95451-873-9.
- So werde ich Kölner. Die 3-Monate Blitzmethode. (mit Roger Schmelzer). Droste, Düsseldorf 2016, ISBN 978-3-7700-1592-4.
- Unnützes Wissen Mannheim. Skurrile Fakten zum Angeben. Silberburg, Tübingen 2020, ISBN 978-3-8425-2252-7.